# 僰王山镇
僰王山镇，是中华人民共和国四川省宜宾市兴文县下辖的一个乡镇级行政单位。2019年8月，撤销玉屏镇，将其所属行政区域划归僰王山镇管辖。

## 行政区划
僰王山镇下辖以下地区：
正南桥社区、北门上社区、金竹村、天堂村、大塘村、群会村、楠星村、博望村、城郊村、三新村、同良村、团结村、太安村、新河村、教场村、永寿村、共和村、两江村、水泸坝村、新凤村、胜合村、亲民村、联合村、同心村、凌霄城村和多岗漕村、望江社区、新阳村、河畔村、鱼池村、九角村、中棉村、中心村、同尧村和玉联村。